# Slag bij Stamford Bridge
De Slag bij Stamford Bridge tussen de Engelsen en Vikingen op 25 september 1066 nabij York wordt wel gezien als het einde van twee eeuwen aanwezigheid van Vikingen in Engeland, hoewel Sven II van Denemarken York in 1069 opnieuw veroverde en Magnus III van Noorwegen nog militair actief was in de omgeving in 1098 en 1102-1103.

## Historische context
Na de dood in januari 1066 van Eduard de Belijder bleef het rijk achter zonder volwassen mannelijke afstammeling. Willem de Veroveraar, hertog van Normandië, beweerde dat Eduard hem reeds in 1051 het koninkrijk beloofd had. Harold Godwinson, graaf van Wessex en sedert vele jaren rechterhand van de koning, hield vol dat deze hem op zijn sterfbed hetzelfde had toegezegd.
Men kon verwachten dat de Scandinavische koningen in dergelijke troebele wateren zouden komen vissen. Harald III van Noorwegen zou dit in september 1066 dan ook doen. Een andere verstorende factor vormde Harolds broeder Tostig Godwinson, die in 1065 in ballingschap gestuurd was maar zich bewapende om zijn graafschap te heroveren.
Bij het overlijden van Eduard ondernam Willem met zijn bondgenoten de nodige stappen om een vloot te bouwen en een leger in Normandië te verzamelen; in Engeland besloten Harold II van Engeland (Godwinson) en zijn edelen een leger langs de zuidkust te stationeren en voor het eiland Wight een vloot voor anker te laten gaan.
De eerste die aanviel was Tostig Godwinson; tweemaal werd hij verslagen en ten slotte vluchtte hij naar Schotland, waar hij zich schuil zou houden tot hij zich bij Harald van Noorwegen voegde. Van mei tot begin september hield Harolds leger Het Kanaal in het oog. Had Willem, zoals hij gehoopt had, kunnen afvaren; dan had hij aan de overkant een warm onthaal gekregen. De Anglo-Saxon Chronicle stelt dat Harold een grotere vloot en een indrukwekkender leger op de been gebracht had dan ooit tevoren die eeuw. Maar Willem heeft hiermee geluk gehad. De windrichting en zijn eerste mislukte vertrek vanaf het riviertje de Dives hielden zijn vloot in de haven van Saint-Valery-sur-Somme, totdat de voorraden van het Engelse leger uitgeput raakten en het beter weer werd voor de oversteek naar Engeland.
In september ontbond Harold zijn leger en keerde hij terug naar Londen, waar hij vernam dat de Noren in Yorkshire aan land gegaan waren. Binnen twee weken bracht hij weer een leger op de been en vertrok naar York. Maar voor hij hier aankwam, stonden de graven Edwin van Mercia en Morcar van Northumbria tegenover Harald van Noorwegen in de slag bij Fulford, twee mijl ten zuiden van York.
Hun nederlaag na een harde strijd betekende dat ze geen hulp meer konden bieden bij het verdere verloop van de strijd en dat de invallers ongehinderd naar York konden optrekken. De inwoners van dit graafschap stemden ermee in de Noren bij de verovering van Engeland te helpen. In plaats van de stad te bezetten, trok Harald zich terug naar Ricall aan de oevers van de Wharfe, waar zijn leger aan land kwam.

## De veldslag
Als waarborg voor de trouw van de inwoners van het graafschap had Harald III 500 gijzelaars gevraagd. Overeengekomen werd dat deze hem in Stamford Bridge zouden worden overgedragen. Op 24 september liet hij een derde van zijn legermacht achter in Riccall en trok, volgens de geschiedschrijver, samen met Tostig Godwinson in opgewekte stemming naar Stamford Bridge, waar hen een verrassing van formaat wachtte. Geen gijzelaars maar een Angelsaksisch leger zou op hem afkomen.

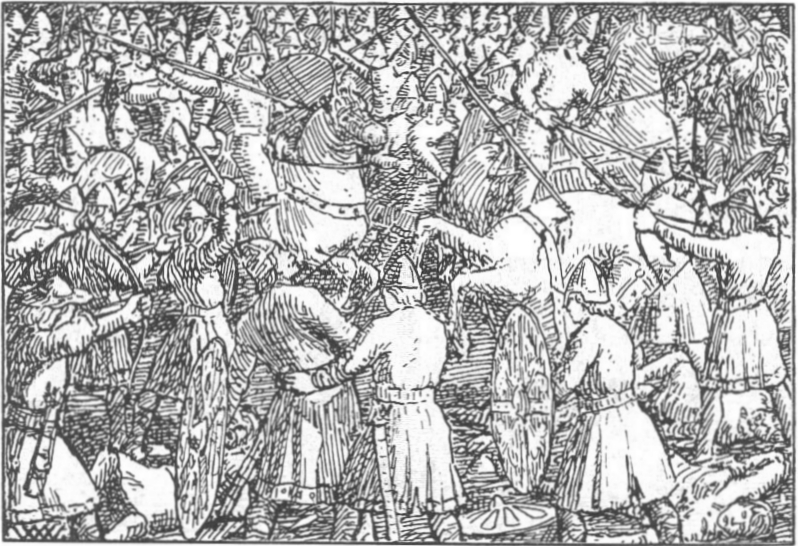
Harald wordt getroffen door een pijl in de keel. Illustratie door Wilhelm Wetlesen

Harold II van Engeland was met zijn leger in geforceerde mars in vier dagen van Londen naar York gekomen. Aangezien de stad niet bezet was, kostte het hem geen moeite de stad binnen te trekken en de inwoners ertoe te bewegen zich aan zijn kant te scharen en te vechten, in plaats van zich over te geven. Was Harold met zijn leger een halve dag later aangekomen, dan was er van een slag geen sprake geweest: de Noormannen zouden hun 500 gijzelaars gehad hebben en de koning had met Harald van Noorwegen moeten onderhandelen in plaats van te vechten.
Koning Harald had de keuze: zich terugtrekken naar Riccall waar de rest van het leger was gebleven ofwel soldaten sturen om versterking te vragen. Hij opteerde voor de tweede mogelijkheid en de strijd begon. Het waren man-tegen-mangevechten, te voet, met zwaarden, speren en strijdbijlen. Het begon in de drassige weiden aan de Yorkse kant. De Noormannen werden over de brug en in de rivier gedreven. Volgens de Anglo-Saxon Chronicle werd de brug lang verdedigd door een enorme Viking die veertig Engelsen doodde. De Viking vocht met twee zwaarden tegelijk en zwaaide en hakte ermee in het wilde weg. Hij sneuvelde pas toen een soldaat een bootje vond en ongemerkt de rivier kon afdrijven tot onder de brug en de Viking door een gat in het houten brugdek aan zijn speer reeg. Dit onwaarschijnlijke verhaal vindt men alleen terug in een versie van de Chronicle, die in de ver verwijderde abdij van Abingdon werd geschreven.
Harald sneuvelde door een pijl in de keel. De strijd stopte even, maar Tostig Godwinson nam de leiding over en het gevecht werd des te heviger toen de versterking uit Riccall aankwam. Tegen de avond sneuvelde Tostig door pijlen en de overlevenden sloegen op de vlucht.
Wat aantal slachtoffers betreft was dit de grootste veldslag tot dan toe in Engeland. Het was ook de langste. 's Anderendaags kwamen Haralds zoon en de graven van Orkneyeilanden, die de strijd overleefd hadden doordat ze bij de boten in Riccall waren gebleven, zich overgeven. Nadat ze beloofd hadden Engeland niet meer aan te vallen, liet Harold Godwinson de overlevenden vertrekken, een uitzonderlijk grootmoedig gebaar in die tijd. Hiermee kwam een eind aan de grootschalige invasies vanuit Scandinavië en het betekende tevens een keerpunt in de acties van Vikingen in deze regio.
Aan Harolds succes zou weldra een eind komen. Op 14 oktober 1066, nadat zijn leger de hele weg van Yorkshire naar East Sussex had afgelegd, werd hij door Willem de Veroveraar verslagen in de Slag bij Hastings. Meteen kon de Normandische verovering van Engeland beginnen. Helemaal 'Vikingvrij' zou Engeland toch niet worden, daar de oorsprong van de Normandische heersers ook Scandinavië was, zoals het woord No(o)rman(dië) al aangeeft. Daarbij komt dat Willem de Veroveraar een nakomeling was van de Viking Rollo (Hrolf), die in het jaar 911 de eerste hertog van Normandië werd.